# TT358
| iaH · ms | i | mn · n | mr | i | i | t |

| iaH · ms | i | mn · n | mr | i | i | t |

TT358 (Theban Tomb 358) è la sigla che identifica una delle Tombe dei Nobili ubicate nell'area della cosiddetta Necropoli Tebana, sulla sponda occidentale del Nilo dinanzi alla città di Luxor, in Egitto. Destinata a sepolture di nobili e funzionari connessi alle case regnanti, specie del Nuovo Regno, l'area venne sfruttata, come necropoli, fin dall'Antico Regno e, successivamente, sino al periodo Saitico (con la XXVI dinastia) e Tolemaico.

## Titolare
TT358 era la tomba di:
| Titolare         | Titolo                                                | Necropoli                                                     | Dinastia/Periodo | Note                                          |
| ---------------- | ----------------------------------------------------- | ------------------------------------------------------------- | ---------------- | --------------------------------------------- |
| Ahmose Merytamon | Figlia di Thutmosi III; Regina, sposa di Amenhotep II | Deir el-Bahari (nell'area del Tempio funerario di Hatshepsut) | XVIII dinastia   | sepoltura intrusiva della XXI dinastia (Nany) |

## Biografia
Uniche notizie biografiche ricavabili, la discendenza dal re Thutmosi III e l'essere regina, sorella e sposa del re Amenhotep II. La tomba venne riutilizzata, successivamente, come sepoltura della Principessa Nany, figlia di Pinedjem I, della XXI dinastia.

## La tomba

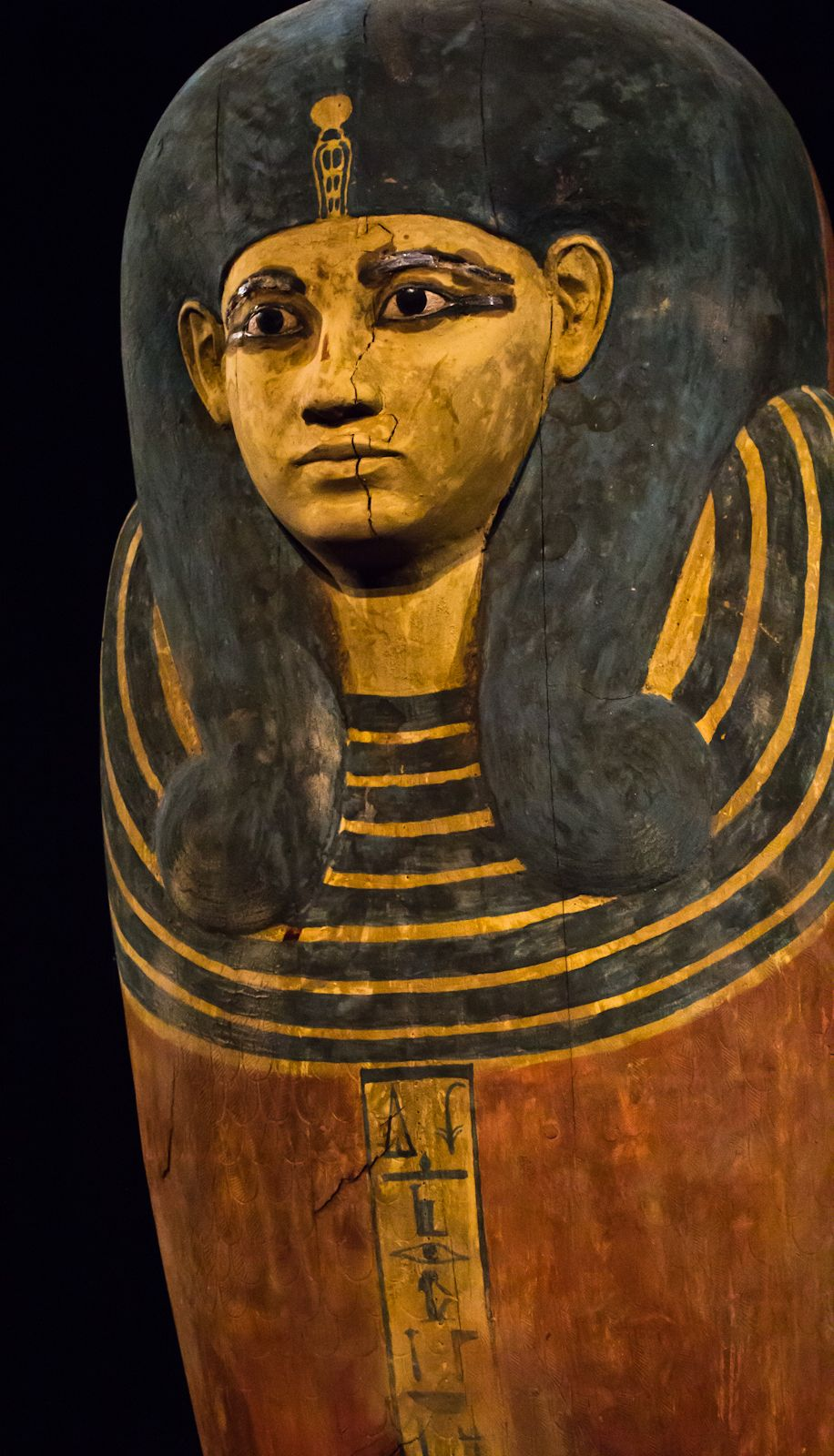
Il sarcofago più interno della Regina Ahmose-Meritamon

È noto che in un primo corridoio vennero rinvenuti i sarcofagi di una sepoltura intrusiva relativa alla Principessa Nany (indicata anche come Entiuny), figlia di Pienedjem I della XXI dinastia, Cantatrice di Amon. Due erano i sarcofagi, uno dei quali conteneva la mummia della principessa; altre suppellettili facevano riferimento a Nany, tra cui una scatola per Ushabty e una statua di Osiride.
Oltre un pozzo verticale venne rinvenuta la camera sepolcrale della regina Ahmose Merytamon contenente un sarcofago in legno di cedro alto circa 3 m che, originariamente, era rivestito di lamina d'oro asportata intenzionalmente verosimilmente nel corso di razzie; ugualmente ricoperto di lamina d'oro, e ugualmente privato del rivestimento, era un secondo sarcofago di circa 1,80 m d'altezza che conteneva la mummia della regina. La stessa era stata restaurata e riavvolta a cura dei preti, durante il regno di Pinedjem I in occasione delle ispezioni alle tombe saccheggiate Esami medici hanno consentito, inoltre, di appurare che la regina morì in età relativamente giovane e soffriva di artrite e scoliosi. Entrambi i sarcofagi, nonché un terzo sarcofago in cartonnage sono oggi presso il Museo egizio del Cairo (cat. 55170-55171 e 53140-53141).

### Annotazioni
1. ↑  La planimetria non è in scala ed ha valore esclusivamente di visione d'insieme; l'ubicazione delle singole tombe non è topograficamente esatta, ma vuole visualizzare la concentrazione delle sepolture, nonché il "disordine" con cui le stesse sono state classificate.
2. ↑  La prima numerazione delle tombe, dalla numero 1 alla 252, risale al 1913 con l'edizione del "Topographical Catalogue of the Private Tombs of Thebes" di Alan Gardiner e Arthur Weigall. Le tombe erano numerate in ordine di scoperta e non geografico; ugualmente in ordine cronologico di scoperta sono le tombe dalla 253 in poi.
3. ↑  I campi della Duat, ovvero l'aldilà egizio, si trovavano, secondo le credenze, proprio sulla riva occidentale del grande fiume.
4. ↑  Nella sua epoca di utilizzo, l'area era nota come "Quella di fronte al suo Signore" (con riferimento alla riva orientale, dove si trovavano le strutture dei Palazzi di residenza dei re e i templi dei principali dei) o, più semplicemente, "Occidente di Tebe".
5. ↑  le Tombe dei Nobili, benché raggruppate in un'unica area, sono di fatto distribuite su più necropoli distinte.
6. ↑  Le note, sovente di inquadramento topografico della tomba, sono tratte, fino alla TT252, dal "Topographical Catalogue" di Gardiner e Weigall, ed. 1913 e fanno perciò riferimento alla situazione dell'epoca.
7. ↑  In più antichi testi il nome veniva trascritto come Entiuny.
8. ↑  I due sarcofagi della principessa Nany erano stati originariamente realizzati per una donna di nome Te-net-bekhenu.
9. ↑  Le operazioni, come risulta dalle bende utilizzate, avvennero nell'anno XVIII di Pinedjem I a cura del Primo Profeta di Amon Masaharta, figlio di Pinedjem.

### Fonti
1. 1 2  Porter e Moss 1927,  p. 421.
2. ↑  Gardiner e Weigall 1913.
3. ↑  Donadoni 1999,  p. 115.
4. 1 2  Porter e Moss 1927, p. 421.
5. ↑  Dodson e Hilton 2004, p. 123, 127, 129.
6. ↑  Winlock 1930, pp. 14-34.
7. 1 2  Winlock 1975, pp. 77-89.
8. ↑  Tildesley 2006, p. 91.